# Carl Czerny
Carl Czerny (també Karl) (Viena, 21 de febrer de 1791 - Viena, 15 de juliol de 1857), pianista, compositor i professor de música austríac. Actualment és recordat pels seus estudis per a piano.

## Biografia
Czerny va començar a aprendre a tocar el piano amb son pare. Posteriorment va rebre classes de Hummel, Salieri i Beethoven. Va ser un infant prodigi i va fer la seua primera aparició en públic el 1800 amb només nou anys, interpretant un concert de Mozart. Més tard va interpretar per al primer ministre de Viena el Concert per a piano núm. 5 de Beethoven.
L'estil d'interpretar de Mozart que Czerny escoltà a través de l'alumne de Mozart, Hummel, impressionà el jove pianista. Malgrat això es va fer un seguidor i partidari devot de les sonates i Concerts per a piano de Beethoven, i d'aquest llegat pianístic, Czerny en va treure uns progressos tècnics que va saber transmetre als seus alumnes.
En les seves breus notes autobiogràfiques (a partir de la meva vida), escrites el 1842, Czerny descriu el seu avi patern, com un talentós violinista afeccionat, empleat com funcionari de la ciutat de Nimburg, prop de Praga. El pare de Czerny, -Wenzel- pianista, organista, oboista, i cantor, nascut a Nimburg el 1750, va rebre l'educació musical en un monestir benedictí prop de Praga. Poc abans de complir els 30 anys. Wenzel es col·locà a Viena (1786) on guanyava un sou molt modest com a professor de música i tècnic del piano.
Czerny, fill únic, fou portat a Viena un diumenge, 20 de febrer del 1791, l'any de la mort de Mozart. Va viure amb els pares fins a la mort de la seva mare el 1827, seguidament el 1832 morí el pare. No es casà mai i va viure sol la resta de la seva vida. Ell mateix descriu la seva infantesa com estar «sota la supervisió constant dels meus pares», i d'ell se sent dir que «l'aïllaren curosament d'altres nens». Malgrat que les primeres instruccions les rebé del seu pare, també tingué com a mestre Krumpholz, -amic de la família- uns anys després.
En complir 10 anys ja tocava, net i fluid, quasi tot Mozart i Clementi. Comença a compondre als set anys. El 1799, començà estudiar les composicions de Beethoven, estrenades per Krumpholz, qui aleshores, era violinista en l'orquestra imperial de l'òpera de la cort. Krumpholz presentà Czerny a Beethoven quan tenia 10 anys, i aquest interpretà al piano davant seu l'obertura del concert de Mozart en do major, K. 503 i la Sonata Pathetique del mateix Beethoven. Molt impressionat de la capacitat del noiet, Beethoven s'oferí per ensenyar a Czerny, i li demanà al seu pare que es procurés una còpia C.P.U. (Assaig de l'art de tocar el teclat) per a la instrucció del nen.
Czerny descriu les lliçons amb Beethoven, que al principi consistien en escales, i en la tècnica, llavors progressant en el Versuch amb l'important èmfasi que Beethoven posava en la tècnica del legato. Les lliçons es pararen en certa manera abans del 1803, perquè Beethoven necessitava concentrar-se durant períodes més llargs de temps en la composició, i perquè el pare de Czerny no podia sacrificar les pròpies lliçons per portar el seu fill a Beethoven. Malgrat tot, Czerny va romandre en els cercles propers a Beethoven, i li demanà que li corregís els treballs publicats. Per la seua banda, Beethoven confià a Czerny la reducció al piano de la seva única òpera, Fidelio, el 1805.
La carrera de Czerny com a compositor començà al voltant del 1802, quan amb meticulositat estudià les fugues de Johann Sebastian Bach, les sonates de Scarlatti i, altres treballs de compositors anteriors. Aprengué l'art de l'orquestració copiant les parts de les simfonies núm. 1 i núm. 2 de Beethoven, i utilitzà el mateix procediment amb algunes simfonies de Haydn i Mozart. La primera composició de Czerny fou publicada quan tenia 15 anys, el 1806. Era un sistema de 20 Concertants de les variacions per a piano i violí, Op. 1 sobre un tema de Krumpholz.
Ràpidament va començar a impartir classes, i amb quinze anys ja era un sol·licitat instructor. Cobrava un bon preu per les lliçons de piano, i tenia molts alumnes. El 1815, Beethoven li demanà que ensenyes al seu nebot Karl. A mesura que la seva reputació creixia, Czerny podia demanar honoraris més lucratius, i pròxim als 21 anys, donava 12 lliçons diàries de 8 del matí a 8 del vespre, i l'any 1836 es dedicà per enter a l'ensenyament. Entre altres va donar classes a Franz Liszt. Listz en la maduresa li dedicarà els seus dotze Estudis Transcendentals. Aquesta obra destaca per ser una de les primeres obres de concert que es va anomenar estudi.
Quan Muzio Clementi arribà a Viena el 1810, passava tant de temps com podia amb el famós pianista, familiaritzant-se amb el mètode d'ensenyament de Clementi, que Czerny admirà moltíssim i que incorporà en els seus propis mètodes d'ensenyament. El seu Gradus ad Parnassum; collection de grands exercises de tout genre dans le style élégant et dans le style sévère, pour le piano, Op. 822, és l'evidència directa de la influència de Clementi en la metodologia de Czerny.
El 1821, el nen de nou anys Franz Liszt començà un període de dos anys estudiant piano amb Czerny. El professor observà que «mai havia tingut un alumne tan impacient, talentós i treballador», però Czerny es lamentava que Liszt havia començat massa aviat la carrera d'execució, i sense l'entrenament apropiat o suficient en la composició. Però Liszt era un estudiant impacient, malgrat la seva joventut prometia una llarga vida d'executant virtuós. També va tenir com alumnes a Anna Caroline Oury, Theodor Döhler, Leopold von Meyer, Louis Lacombe, Albert Sowinski, Sigismund Thalberg, Alfred Jaëll i la reina Victòria, i ja al final de la seva professió l'Ivan Ivanovich Armsheimer i a Friedrich Brandeis.
Czerny no considerava les seves «peces brillants de concert» com «música seriosa». Però en aquesta categoria, col·locava les seves simfonies, obertures i, concerts per a piano, molts dels quals encara avui són desconeguts, i alguns d'ells s'esllangueixen entre els seus centenars de manuscrits inèdits. A més de molts estudis tècnics, Czerny publicà sonates, sonatines i centenars de treballs més curts, molts dels quals foren arranjats per a piano per a quatre mans en diverses edicions. També publicà una plètora de treballs basats en l'himne nacional, cançons populars, i altres cançons molt conegudes. A més de totes les composicions citades durant la biografia deixà escrites en alemany les obres: Praktische Schule der Composition (Bonn, 1840), i Umriss der Musikgeschichte (Magúncia, 1851).
Entre les obres de Czerny s'inclouen un gran nombre de misses, Rèquiems, simfonies, concerts, sonates i quartets de corda. Avui dia cap d'aquestes obres s'interpreta habitualment. Això no obstant, les nombroses obres didàctiques per a piano de Czerny continuen usant-se en l'ensenyament d'aquest instrument.
El compositor i musicòleg Johann Theodor Viehmeyer (1870-1947) va editar la seva obra Schule der Virtuosen.